# Российский облигационный конгресс
Российский облигационный конгресс (РОК) — международная конференция в области рынка долговых ценных бумаг, которая проходит ежегодно в Санкт-Петербурге, Россия. В конференции принимают участие представители банков, финансовых и инвестиционных компаний, регуляторов, инфраструктурных организаций, компаний-эмитентов облигаций, юридических и консалтинговых компаний.

## О конгрессе
2003 — проведение первого Российского облигационного конгресса.
В программной сетке конференции присутствуют дискуссионные сессии с участием макроаналитиков, долговых аналитиков и портфельных управляющих, а также питч-сессия с презентациями новых имен среди компаний-эмитентов.
В дискуссионных сессиях принимают участие более 80 спикеров.
В 2020 году Российский облигационный конгресс впервые прошёл в гибридном формате.

## Организатор
Организатором Конгресса выступает Группа компаний Cbonds — информационное агентство, специализирующееся в сфере финансовых рынков.

## Cbonds Awards
Cbonds Awards — это ежегодная премия, вручаемая лучшим участникам российского облигационного рынка по итогам предварительного открытого голосования. Премия проводится с 2006 года. В числе 25 номинаций участники рынка выбирают лучшие команды подразделений DCM, sales и trading; лучшую аналитику на рынке облигаций; лучшую сделку первичного размещения среди корпоративных и субфедеральных заемщиков.
В разные годы номинантами Cbonds Awards становились Sberbank CIB, БКС, ГК «Регион», ФК «Открытие», Газпромбанк, Совкомбанк, Россельхозбанк, ИФК «Солид», Промсвязьбанк, Райффайзенбанк, ВТБ Капитал, Альфа-банк и другие.

## Хронология Российского облигационного конгресса
| Даты проведения         | Название                                | Количество участников | Спикеры                                                                                   |
| 5-6 декабря 2024 года   | XXII Российский облигационный конгресс  | 1041                  | Михаил Автухов, Иван Алексеев, Сергей Алексеенков, Константин Вышковский, Михаил Задорнов |
| 7-8 декабря 2023 года   | XXI Российский облигационный конгресс   |                       | Федор Лукьянов                                                                            |
| 8-9 декабря 2022 года   | XX Российский облигационный конгресс    |                       | Федор Лукьянов                                                                            |
| 2-3 декабря 2021 года   | XIX Российский облигационный конгресс   | Более 700 участников  | Федор Лукьянов                                                                            |
| 10-11 декабря 2020 года | XVIII Российский облигационный конгресс | 414 (очно – 250)      | Федор Лукьянов                                                                            |
| 5-6 декабря 2019 года   | XVII Российский облигационный конгресс  | 727                   |                                                                                           |
| 6-7 декабря 2018 года   | XVI Российский облигационный конгресс   | 589                   |                                                                                           |
| 7-8 декабря 2017 года   | XV Российский облигационный конгресс    | 665                   |                                                                                           |
| 8-9 декабря 2016 года   | XIV Российский облигационный конгресс   | 671                   |                                                                                           |
| 3-4 декабря 2015 года   | XIII Российский облигационный конгресс  | 600                   |                                                                                           |
| 4-5 декабря 2014 года   | XII Российский облигационный конгресс   | 582                   | Сергей Швецов Федор Лукьянов                                                              |
| 5-6 декабря 2013 года   | XI Российский облигационный конгресс    | 734                   | Максим Орешкин                                                                            |
| 6-7 декабря 2012 года   | X Российский облигационный конгресс     | 723                   | Максим Орешкин                                                                            |
| 8-9 декабря 2011 года   | IX Российский облигационный конгресс    | 660                   | Максим Орешкин                                                                            |
| 9-10 декабря 2010 года  | VIII Российский облигационный конгресс  | 724                   | Дмитрий Панкин Максим Орешкин Рубен Аганбегян                                             |
| 10-11 декабря 2009 года | VII Российский облигационный конгресс   | 501                   |                                                                                           |
| 4-5 декабря 2008 года   | VI Российский облигационный конгресс    | 205                   |                                                                                           |
| 6-7 декабря 2007 года   | Российский облигационный конгресс–2007  | 677                   |                                                                                           |
| 7-8 декабря 2006 года   | Российский облигационный конгресс–2006  | 529                   |                                                                                           |
| 8-9 декабря 2005 года   | Российский облигационный конгресс–2005  | 429                   |                                                                                           |
| 9-10 декабря 2004 года  | Российский облигационный конгресс–2004  | 301                   |                                                                                           |
| 2003 год                | Российский облигационный конгресс       | 120                   |                                                                                           |